# Horsens Fjord
 Horsens Fjord er en cirka 18 km lang fjord, der strækker sig fra Horsens Havn (de) til Kalsenakke (Kolsnakke) på Gylling Næs på den nordre side  og Hundshage, sydøst  for Snaptun, på den sydlige side. I fjorden ligger øerne Alrø, Hjarnø og Vorsø, som hovedsagelig er flade med strandenge og laguner langs kysterne. Saltindholdet i Horsens Fjord er cirka 2%.
Alrø og Hjarnø er delvis opdyrket. Vorsø har tidligere haft landbrug, og øen ligger i dag hen som urskov, og den har store skarve- og hejrekolonier. Skarverne, der søger føde adskillige kilometer fra ynglepladsen, kan observeres i hele Horsens Fjord.
Fjorden hører i dag til Region Midtjylland. Tidligere dannede den grænse mellem de nu nedlagte Århus og Vejle Amter.
Vorsø er sammen med et i alt 2.000 hektar stort område på nordsiden af fjorden fredet. Det drejer sig om områder omkring Søvind, Sondrup og Åkær. Det fredede område er både geologisk,  historisk og kulturmiljømæssigt interessant og har store landskabelige værdier.
55°51′N 10°0′Ø / 55.850°N 10.000°Ø